# Mount Scabby
Mount Scabby är ett berg i Australien. Det ligger i territoriet Australian Capital Territory, i den sydöstra delen av landet, omkring 55 kilometer sydväst om huvudstaden Canberra. Toppen på Mount Scabby är 1 795 meter över havet, eller 198 meter över den omgivande terrängen. Bredden vid basen är 4,0 km.
Trakten runt Mount Scabby är nära nog obefolkad, med mindre än två invånare per kvadratkilometer.. 
I omgivningarna runt Mount Scabby växer i huvudsak städsegrön lövskog. Genomsnittlig årsnederbörd är 1 222 millimeter. Den regnigaste månaden är februari, med i genomsnitt 179 mm nederbörd, och den torraste är maj, med 73 mm nederbörd.